# Bejaranoa semistriata
Bejaranoa es un género botánico monotípico perteneciente a la familia Asteraceae. Su única especie: Bejaranoa semistriata es originaria de Brasil.

## Descripción
Bejaranoa semistriata solo tienen disco (sin rayos florales) y los pétalos son de color blanco, ligeramente amarillento blanco, rosa o morado (nunca de un completo color amarillo).

## Distribución y hábitat
Se encuentra en la Caatinga y el Cerrado de Brasil.

## Taxonomía
Bejaranoa semistriata fue descrita por (Sch.Bip. ex Baker) R.M.King & H.Rob.  y publicado en Phytologia 40: 53. 1978.
Sinonimia
- Conoclinium semistriatum Sch.Bip. ex Baker
- Eupatorium semistriatum Sch.Bip. ex Baker[5]